# Coccus sectilis
Coccus sectilis är en insektsart som beskrevs av De Lotto 1966. Coccus sectilis ingår i släktet Coccus och familjen skålsköldlöss. Inga underarter finns listade i Catalogue of Life.